# The 30% Iron Chef
«The 30 % Iron Chef» (укр. «На 30% залізний шеф-кухар») — двадцять друга і остання серія третього сезону анімаційного серіалу «Футурама», що вийшла в ефір у Північній Америці 14 квітня 2002 року.
Автор сценарію: Джеф Вестбрук.
Режисер: Рон Хаґарт.
Прем'єра в Україні відбулася 23 вересня 2007 року.

## Сюжет
Бендер із захопленням намагається виконувати обов'язки кухаря «Міжпланетного експреса», проте успіхи в нього кепські. На початку серії він готує для колег обід, який включає поні для Емі, бридкі на вигляд страви з кривавих тваринних нутрощів для інших, приправлені такою кількістю солі, що є лише на 10 % нижчою від смертельної дози, а також напій із додаванням води, якою мили підлогу (розлитий, він проїдає скрізну діру в перекритті будинку). Несамохіть Бендер підслуховує скарги Фрая на якість їжі, та в розпачі тікає геть. У цей час у сусідній кімнаті  доктор Зойдберґ необережно ламає мініатюрну модель найбільшої у світі пляшки з космічним кораблем усередині, яку зробив професор Фарнсворт, і звалює провину на Фрая. Професор вимагає матертальної компенсації в розмірі 10 доларів, які Фрай безтурботно і легко віддає. Незаможного Зойдберґа, для якого 10 доларів є значною сумою, починають мучити докори сумління.
Залишивши друзів, Бендер спочатку звертається до Ельзара з проханням навчити його куховарити, але той відмовляється. Разом із кількома волоцюгами Бендер вирушає у подорож космічною залізницею і прибуває на планету Бомжатник Альфа. На цій планеті Бендер знайомиться з Гельмутом Спаржею, легендарним телевізійним кухарем минулого, якого замінив у цьому амплуа Ельзар. Бажаючи помститися Ельзару, Спаржа починає навчати Бендера кулінарії.
По закінченні навчання Спаржа влаштовує Бендеру останнє випробування: він має зготувати принаймні одну їстівну страву. Спробувавши те, що приготував Бендер, Спаржа виголошує «їсти можна» і за мить помирає від вибуху шлунку. Але перед смертю він встигає передати учневі крихітну пляшечку з секретом своєї майстерності — есенцією «ідеального смаку».
Повернувшись на Землю, Бендер викликає Ельзара на кулінарний двобій в телешоу «Залізний кухар». Головний компонент конкурсних страв — «іншопланетянина». Приготувавши кілька огидних страв, Бендер додає до них подаровану Гельмутом Спаржею есенцію, і судді одностайно присуджують йому перемогу. Втім, Бендер відмовляється від титулу «Залізного кухаря», обравши натомість титул «Залізного офіціанта» (оскільки це означає більш високу грошову премію). По закінченні шоу на сцену виходить остаточно змучений почуттям провини доктор Зойдберґ, який публічно зізнається в тому, що зламав професорову модель пляшки і підставив свого друга. Намагаючись здійснити сеппуку, Зойдберґ лише ламає об свій панцир дорогоцінний церемоніальний меч (за 5000 доларів), взятий у ведучого шоу, і швидко тікає, звинувативши в усьому Фрая.
Дослідивши вміст пляшечки Гельмута Спаржі, професор доходить висновку, що «есенція ідеального смаку» є чистою водою. Фрай зауважує, що Спаржа подарував Бендеру упевненість у своїх силах, аж тут професор робить поправку: в пляшечці міститься чиста вода плюс кілька ложок ЛСД. Серія закінчується пропозицією Бендера зготувати приправлений есенцією обід, яку команда з радістю приймає.

## Пародії, алюзії, цікаві факти
- Назва серії та саме кулінарне шоу «Залізний кухар» пародіюють японське кухарське шоу-змагання «Залізний шеф-кухар».
- Персонаж Гельмут Спаржа багато чим нагадує магістра джедаїв Йоду із «Зоряних воєн». Сцена, в якій Бендер вчиться чистити летючу картоплю світловим мечем, пародіює сцену тренування Люка Скайвокера (раніше пародіювалася в серії «War Is the H-Word»).
- Ще однією алюзією на «Зоряні війни» є твердження Гельмута Спаржі про те, що «Ельзара звабив темний бік кухарства: смажені жуки, парене манго, вінегрет з полуницями».
- Сцена, в якій Бендер, швидко ріжучи огірок, випадково нарізає скибочками власну металеву руку, після чого Гельмут Спаржа легко розтинає тим самим ножем помідор, нагадує прийом, за допомогою якого демонструють якість ножової сталі в телемагазинах.
- Кінцівка серії, в якій з'ясовується, що есенція ідеального смаку є водою (з домішком ЛСД), пародіює фільм «Космічний джем» (в якому Біллі Вест озвучував роль Багза Банні), де магічний еліксир виявляється чистою водою.
- У цій серії вперше згадується ім'я доктора Зойдберґа — Джон.

## Особливості українського перекладу
- Миючись у душі, Фрай співає «Ти ж мене підманула».
- Волоцюги, з якими Бендер подорожує космічною залізницею, називають його "Ромик, що викликає в нього обурення (він сприймає це як «гомик»), втім волоцюги пояснюють, що це означає «робот-бомж».
- На планеті Бомжатник Альфа Бендер зауважує, що бачив значно більший «бомжатник» на Борщагівці (в оригінальній версії серіалу називається місто Юджин у штаті Орегон).
- Спонсор кухарського шоу Гельмута Спаржі називається «Екстрім-кола».
- Основний продукт, з якого готують конкурсні страви Бендер і Ельзар, в українському перекладі названий «іншопланетянина». В оригіналі ж це «зелений сойлент» (англ. soylent green), універсальний харчовий продукт із фантастичного роману Гаррі Гаррісона «Посуньтесь! Посуньтесь!» (раніше згадувався у серії «Fry and the Slurm Factory»). Ведучий шоу «Залізний кухар» Кодзі оголошує продукт як «Синій сойлент!», оскільки японською мовою синій і зелений кольори називються однаково (яп. 青い — «аоі»).
- Ведучий шоу також оголошує, що переможений у конкурсі митиме весь посуд, проте в українському перекладі це звучить як «відійде у небуття».